# Konvertibilní dluhopis
Konvertibilní dluhopis se od klasického korporátního dluhopisu odlišuje tím, že investor spolu s výplatou kupónu získává také právo směnit dluhopis za akcie dané společnosti v předem stanoveném poměru. To je možné díky zabudované opci (long call opce), jejíž cena má pak vliv na výši kupónu, který je tak zpravidla nižší než v případě korporátních dluhopisů. Pro konzervativní investory, kteří stále chtějí mít možnost dosažení zajímavého zhodnocení v případě růstu akcií společnosti je však tento dluhopis velmi atraktivní variantou.

## Jak funguje konvertibilní dluhopis
Konvertibilní dluhopis má vždy určené datum splatnosti. Do tohoto data vyplácí investorovi každoročně kupón v předem stanovené výši z nominálu. Pokud je nominální hodnota jednoho dluhopisu 100 000 EUR a úrok 5 % p.a., vyplácí dluhopis každý rok až do splatnosti kupón 5 000 EUR. Pokud investor nevyužije svého práva na směnu dluhopisu za akcie společnosti, je tento dluhopis ke dni splatnosti splacen za svoji nominální hodnotu.

## Právo směny
Řekněme, že akcie společnosti, jež konvertibilní dluhopis emitovala, stojí nyní na trhu 5 EUR a konverzní kurz je stanoven na 8 EUR. Zbylé parametry dluhopisu si propůjčíme z předchozího příkladu. V době splatnosti dluhopisu má investor na výběr ze dvou možností, výplaty nominálu 100 000 EUR, nebo směny dluhopisu za akcie ve stejné hodnotě, tedy 12 500 akcií při směnném kurzu 8 EUR. Pokud se bude akcie v den splatnosti obchodovat za méně než 8 EUR, investor konverze nevyužije a bude mu vyplacena celá nominální hodnota dluhopisu.
V případě, že by se akcie společnosti obchodovala v den splatnosti přesně na úrovni konverzního kurzu, má investor na výběr z obou možností, neboť obě možnosti jsou pro něho stejně výhodné.
Pokud by však kurz akcie vzrostl do splatnosti na hodnotu 16 EUR, investor využije možnosti směnit dluhopis za akcie v ceně 8 EUR za kus a na trhu tyto akcie následně prodá za dvojnásobnou hodnotu. Takový investor pak v době splatnosti realizuje okamžitý zisk ve výši 100 %.

## Rating dluhopisu
Rating dluhopisu udává, jak velké je riziko, že společnost nebude schopna daný závazek z dluhopisu splatit. Pro vyjádření ratingu dluhopisu se nejčastěji využívá písmen A, B, C a D. Pro každé písmeno pak existuje zpravidla několik stupňů, jejichž označení se může lišit dle ratingové agentury, která ocenění vydala.
V případě agentury S&P je označení následující: Emitenti s nejlepším ratingem nesou označení AAA, následuje AA+, AA, AA-, A+, A, A-, BBB+, BBB a tak dále. Emitent s nejhorším ratingem pak nese označení D, toto písmeno není nijak odstupňováno, neboť značí jednoduše bankrot společnosti.

## Prospekt
Ke každému dluhopisu, který je veřejně obchodován na burze cenných papíru, je emitentem dluhopisu vydáván prospekt, který detailně popisuje jednotlivé parametry emitovaného dluhopisu, jako je například jeho nominální hodnota, výše kupónu či konverzní kurz. Každá emise dluhopisu může mít stanovené rozdílné parametry nejen co se výše nominální hodnoty týče.
Občas se může stát, že konvertibilní dluhopis je směnitelný za akcie jiné společnosti, než která dluhopis emitovala, nebo že investor při splatnosti nemá na výběr a dluhopis za akcie v předem daném kurzu směnit musí. Tento prospekt je v případě zahraniční společnosti navíc často veden v cizím jazyce, což může pro některé investory znamenat značnou překážku.

## Jak a kde konvertibilní dluhopis koupit
Konvertibilní dluhopisy se obchodují téměř na každé burze cenných papírů a je možné je nakoupit prostřednictvím obchodníka s cennými papíry. Častou nevýhodou přímého nákupu konvertibilních dluhopisů je však především pro drobné investory vysoká nominální hodnota jednoho dluhopisu. Minimální částka pro nákup jednoho dluhopisu může být i několik desítek tisíc EUR. Výhodnější proto může být investice do některého z podílových fondů, zaměřených na investice do konvertibilních dluhopisů, případně ještě lépe využít k nákupu ETF či investiční certifikáty. Hlavní výhodou těchto nástrojů je, že investují do celého portfolia konvertibilních dluhopisů. Takové portfolio by při vysokých cenách jednotlivých dluhopisů drobný investor sám jen těžko vytvořil.